# Karel Roorda
Karel Roorda (Sneek, 1530/1531 – Leeuwarden, 10 november 1601) was een politicus. Zijn vader was Popcke Roorda van Grouw, die van 1535 tot ca. 1540 drost was op de Tegelpoort te Venlo.
Roorda was, net als Jancko Douwama uit Oldeboorn en Syds Tjaerda uit Rinsumageest voor hem, een voorstander van een onafhankelijk Friesland. Dit standpunt plaatste hem, als beschermer van de Friese privileges, tegenover Willem Lodewijk van Nassau-Dillenburg, die zich juist sterk maakte voor Friesland als onderdeel van de Unie. In de jaren zeventig en tachtig ontwikkelde Roorda zich tot een van de belangrijkste mensen van Friesland. Zo was hij in 1579 samen met Wijtze van Cammingha voorvechter in Friesland van de Nadere Unie en van een verbod op de katholieke godsdienstoefening.
In 1581 en van 1584 tot en met 1592 was hij een van de Friese afgevaardigden in de Staten-Generaal. In dit laatste jaar kwam hij echter in een openlijk conflict met Willem Lodewijk, onder andere over de bezetting van Hasselt. Met het verlies in dit conflict nam Roorda's invloed sterk af.
Karel Roorda schreef in 1591 het werk Rudimenta religionis Christianae, Ebraice, Graece, et Latine.